# Glypta tuberculifrons
Glypta tuberculifrons är en stekelart som beskrevs av Cresson 1870. Glypta tuberculifrons ingår i släktet Glypta och familjen brokparasitsteklar. Inga underarter finns listade i Catalogue of Life.